# Крест национальной обороны
Крест национальной обороны (венг. Nemzetvédelmi Kereszt) — награда Королевства Венгрия периода Второй мировой войны.

## История
Учреждена 11 декабря 1940 года для награждения военных, действовавших на территориях, утраченных Венгрией вследствие Трианонского договора и частично возвращённых после первого и второго Венских арбитражей, а также после нападения на Югославию
Ныне упразднён.

## Описание награды

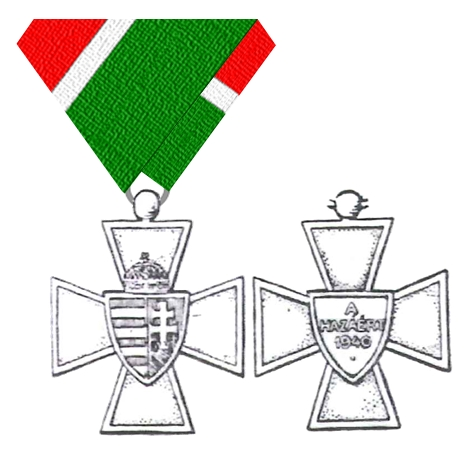
Лицевая и оборотная стороны награды

Награда представляет собой металлический лапчатый крест размером 39 × 39 мм, изготовленный из посеребренной бронзы. В центре креста — герб Венгрии, увенчанный короной Святого Иштвана. В верхней части — прилив в виде шарика; через проделанное в нём по горизонтали отверстие крепится кольцо для соединения с лентой.
С оборотной стороны в центре щита выбита надпись A / HAZAÉRT / 1940 (рус. ЗА РОДИНУ 1940)
Лента — красно-зелёная, шириной 40 мм, с узкой (5 мм) белой полосой посредине (цвета венгерского флага). Колодка традиционной для Австрии и Венгрии треугольной формы.

## Правила ношения
Награду носили на левой стороне мундира, в конце войны — между знаками ордена «Огненный крест» 1-й/2-й и 3-й степени.
Для гражданских лиц допускалось ношение миниатюры награды. 